# Страх и вожделение
«Страх и вожделение» (другое название: «Страх и желание»; англ. Fear and Desire) — военный кинофильм режиссёра Стэнли Кубрика 1953 года. Фильм стал дебютным для режиссёра полнометражным фильмом и в течение долгого времени считался утерянным. Примечательно, что фильм является наименее известной работой режиссёра.

## Сюжет
В начале фильма на фоне природы закадровый голос (актёра Дэвида Аллена) произносит:
Война в лесу. Не та, которая была, не та, которая будет, а любая война. И врагов, которые сражаются здесь, не существует, если мы не создаём их. Всё для них, и всё это происходит вне истории. Только неизменные формы страха, и сомнения, и смерти от этого мира. Эти солдаты, которых вы видите, используют наш язык и наше время, но не имеют никакой другой страны, кроме разума.Оригинальный текст (англ.)There is a war in this forest. Not a war that has been fought, nor one that will be, but any war. And the enemies that struggle here do not exist unless we call them into being. For all of them, and all that happens now is outside history. Only the unchanging shapes of fear and doubt and death are from our world. These soldiers that you see keep our language and our time, but have no other country but the mind.
Действие фильма происходит во время неизвестной войны между двумя неопознанными странами. Самолёт, на борту которого лейтенант и три солдата, терпит крушение в шести милях за вражеской позицией. Солдаты и лейтенант выходят на реку и строят плот, надеясь, что ночью они смогут выйти к своему батальону по воде. На другом берегу реки сержант Мак замечает дом, в котором базируется вражеский генерал. В ожидании темноты они обследуют окрестности на своём берегу и замечают домик в лесу, в котором солдаты неприятеля едят похлёбку. Они врываются в домик и убивают двух молодых солдат, а затем и третьего, ходившего за дровами.
На следующий день группа возвращается к реке, но по пути сталкивается с молодой крестьянкой, которая ходила ловить рыбу. Она не говорит на их языке и, боясь быть раскрытыми, солдаты хватают девушку и привязывают её к дереву своими ремнями. Самого молодого из солдат, рядового Сиднея, лейтенант оставляет охранять связанную девушку, а остальные идут к реке, чтобы замаскировать плот до темноты и проверить, не обнаружены ли они. Чтобы развлечь девушку, Сидней изображает генерала, а потом пересказывает ей сюжет «Бури» Шекспира. Затем, чтобы обнять её, он развязывает ей руки, но когда она убегает, стреляет в неё. Когда на звук выстрела прибегает сержант Мак, он видит убитую девушку и обезумевшего Сиднея, который говорит, что это сделал волшебник, и убегает.
Мак убеждает лейтенанта, что перед возвращением им надо попытаться убить вражеского генерала: Мак сядет на плот и отвлечёт охрану стрельбой, а лейтенант и рядовой Флетчер атакуют штаб. Лейтенант не сразу соглашается с этим планам, понимая, что шансы остаться в живых невелики, однако затем они действуют по этому плану. Лейтенант и Флетчер убивают генерала и капитана и улетают к своим на аэроплане, стоящем неподалёку от штаба. Мака тяжело ранят, но он отплывает на плоту вниз по течению, по дороге подбирая безумного Сиднея. На рассвете лейтенант и Флетчер, уже в расположении своей армии, следят за рекой и видят сквозь туман плот с Сиднеем и, по-видимому, умершим от ран Маком.

## В ролях
| Актёр          | Роль                                |
| -------------- | ----------------------------------- |
| Фрэнк Силвера  | сержант Мак                         |
| Пол Мазурски   | рядовой Сидней                      |
| Кеннет Харп    | лейтенант Корби / вражеский генерал |
| Стивен Коит    | рядовой Флетчер / вражеский капитан |
| Вирджиния Лейт | молодая девушка                     |

## Работа над фильмом
К началу съёмок «Страха и вожделения» Кубрик был штатным фотографом журнала Look, снявшим несколько кинохроник в начале 50-х годов. Ранние фильмы были сняты по заказу RKO Radio Pictures и часто показывались перед сеансами в кинотеатрах. Опираясь на опыт своих документальных фильмов, Кубрик решил попробовать себя в игровом кино. Ради съёмок он сократил свой рабочий день в журнале Look.
Сценарий к фильму был написан одноклассником Кубрика (по школе Уильяма Тафа) Говардом Сарклером, который позже выиграет Пулитцеровскую премию за пьесу «Великая белая надежда» (англ. The Great White Hope), поставленную в 1968 году. Пол Мазурски, сыгравший одного из солдат фильма, впоследствии прославился на режиссёрском поприще благодаря фильмам «Гарри и Тонто» и «Незамужняя женщина». Съёмки фильма спонсировались из личных средств семьи Кубрика и его друзей. Наиболее крупный взнос сделал дядя Кубрика, Мартин Плевер, владелец прибыльного аптечного ларька. Бюджет фильма был оценён в сумму 10 000 долларов.
Съёмочная группа фильма включала всего 15 человек: Стэнли Кубрик, пять актёров (Вирджиния Лейз, Пол Мазурски, Фрэнк Силвера, Кеннез Харп и Стивин Коит), пять кинематографистов (включая первую жену Кубрика, Тобиу Метз) и четыре мексиканских чернорабочих, которые транспортировали съёмочное оборудование по калифорнийским горам Сан-Габриель, где и проходили съёмки фильма. Сам Кубрик выступал в фильме как режиссёр, продюсер, оператор и монтажёр. Из-за ограниченного бюджета фильма Кубрику пришлось импровизировать в использовании съёмочного оборудования. Так, чтобы создать эффект тумана, он использовал сельскохозяйственный распылитель. Из-за его использования съёмочная группа была на гране удушения, поскольку аппарат распылял инсектицид, используемый только для аграрных работ. Для плавных перемещений камеры и наплывов, по воспоминаниям Пола Мазурски, Кубрик использовал замену рельсов: «У него не было съёмочной платформы, всего лишь детская коляска для передвижений камеры», — упоминал Мазурски в одном из интервью.
Во время постпродакшена Кубрик столкнулся ещё с рядом проблем. Он снимал фильм полностью без звука в надежде позже добавить озвучку и сопутствующее шумовое сопровождение. Однако добавление звука подняло стоимость обработки плёнки. Чтобы оплатить непредвиденные затраты, Кубрик вызвался снять для телевидения фильм о жизни Авраама Линкольна. Также трудности возникли при монтаже ключевой сцены фильма, когда солдат кидает на пол тарелку бобов и заходит в кадр не с той стороны. Кубрик не обратил внимания ни на провал сцены, ни на то, что актёры заступали за условную «режиссёрскую линию» (англ. director's line), которая была необходима, чтобы перевернуть негатив в процессе монтажа (для сохранения непрерывности кадра); всё это потребовало дополнительных расходов.

## Выпуск и судьба фильма
До появления киношкол и лёгкого оборудования было важно получить опыт, как снимать кино при столь малых производственных мощностях. Как мне кажется, если сегодня кто-нибудь понаблюдает за работой даже самой небольшой съёмочной группы, у него создастся впечатление огромного технического и логистического размаха. Возможно, наблюдателя даже несколько напугает это зрелище, и он решит, что для достижения мало-мальски профессионального результата требуется нечто подобное. „Страх и вожделение“ и „Поцелуй убийцы“ освободили меня от любых волнений касательно технических или логистических аспектов съёмок.
Театральный релиз «Страха и вожделения» организован в США 31 марта 1953 года Джозефом Бёрстином, дистрибьютором, который специализировался на выпуске европейских артхаусных лент в США. В обзоре фильма «Нью-Йорк Таймс» отметила: «Если „Страх и вожделение“ неровен, а иногда и вовсе демонстрирует не отполированную зрелищность, а эксперимент, его общее воздействие вполне стоит тех усилий, которые были вложены в него» (англ. If Fear and Desire is uneven and sometimes reveals an experimental rather than a polished exterior, its overall effect is entirely worthy of the sincere effort put into it). Кубрик также получил похвалу от кинокритика и сценариста Джеймса Эйджи, который, по слухам, предложил Кубрику выпить и сказал ему: «Есть множество хороших вещей… которые позволяют назвать [„Страх и вожделение“] претендующим на художественность» (англ. There are too many good things… to call [Fear and Desire] arty). Профессор Колумбийского университета Марк ван Дорен послал Кубрику письмо, в котором писал: «Сцена привязывания девушки к дереву войдёт в историю кино, как только фильм заметят… Стэнли Кубрика стоит смотреть тем, кто хочет наблюдать открытие высокого таланта сразу же по его появлению» (англ. The incident of the girl bound to the tree will make movie history once it is seen… Stanley Kubrick is worth watching for those who want to discover high talent at the moment it appears).
Однако фильм не имел коммерческого успеха, и Кубрику пришлось временно устроиться на съёмки рекламного фильма «Мореплаватели», который расхваливал выгоды членства в Международном союзе мореплавателей, для того чтобы приступить к работе над своим следующим фильмом «Поцелуй убийцы», в котором, также как и в «Страхе и вожделении», снялся Фрэнк Сильвера. Спустя годы с момента релиза фильм считался утерянным. Джозеф Бёрстин обанкротился и отошёл от дел, а Кубрик потратил множество усилий для изъятия всех известных копий фильма, чтобы его никто и никогда больше не увидел. Однако некоторые копии фильма сохранились в частных коллекциях. В более поздние годы сам Кубрик смущался при упоминании этого фильма, который он называл любительской работой.
Оригинальная копия фильма была обнаружена в пуэрто-риканской кинолаборатории. Первый ретроспективный показ фильма состоялся на Теллуридском кинофестивале в 1993 году. В январе 1994 года кинотеатр «Film Forum», некоммерческий кинотеатр в нижнем Манхэттене, анонсировал планы сделать сдвоенный показ фильма с лентой «Поцелуй убийцы». Хотя авторское право на фильм истекло и он перешёл в общественное достояние, что позволяло показ без угрозы предъявления судебного иска, Кубрик всё равно пытался убедить публику, что никакой ценности в фильме нет. Через Warner Brothers он сделал заявление, которое резко преуменьшало ценность фильма: он назвал «Страх и вожделение» «неуклюжим любительским подобием фильма» (англ. a bumbling amateur film exercise).
К настоящему времени проведено лишь несколько публичных показов «Страха и вожделения»; единственная коммерчески доступная версия фильма долгое время принадлежала музею «George Eastman House» в Рочестере, Нью-Йорк. Также нарезки кадров фильма были использованы в документальном фильме 2001 года «Стэнли Кубрик: Жизнь в кино». Фильм был доступен для приобретения в дивиди-формате, а также для просмотра онлайн на видеопорталах.
В 2010 году в кинолаборатории Пуэрто-Рико были найдены оригинальные негативы фильма, которые и были отправлены на реставрацию. 14 декабря 2011 года канал Turner Classic Movies запустил в эфир версию фильма, принадлежавшую «Джордж Истмэн Хаус». Kino Video анонсировала Blu-Ray и DVD-релиз фильма в начале 2012 года, а продажи отреставрированной версии фильма начнутся 23 октября 2012 года.